# جولین مندل
جولین مندل (انگلیسی: Julian Mandel; تاریخ ورودی نامعتبر است – ۱ ژانویهٔ ۱۹۳۵) عکاس اهل فرانسه و از برجسته‌ترین عکاسان تجاری زنان برهنه در دههٔ ۱۹۱۰ میلادی بود.